# 妙国寺のソテツ

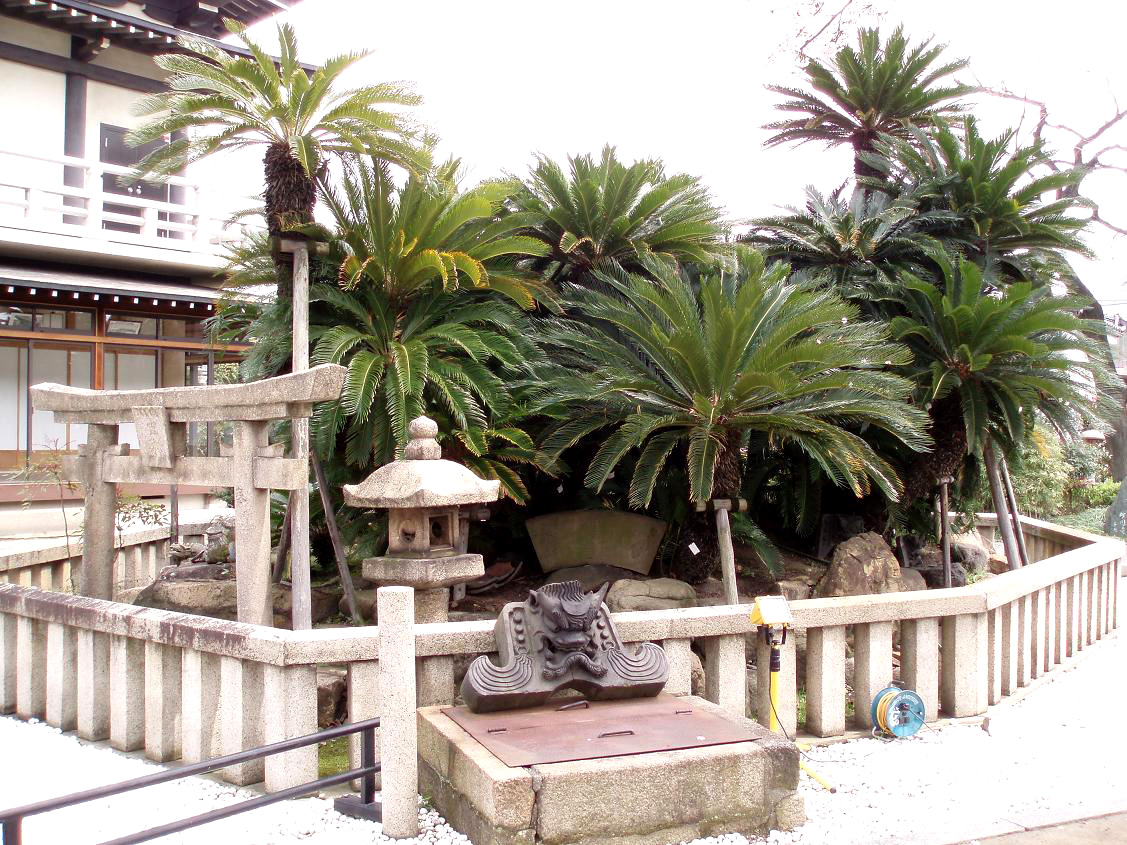
妙国寺のソテツ。2009年4月5日撮影。
今日では周囲を囲む玉垣や鳥居、石灯籠などは移設されており、瓦が置かれた井戸石囲みの針塚（鉄くずが収められていた）は撤去されている。

妙国寺のソテツ（みょうこくじのソテツ）は、大阪府堺市堺区材木町東の妙国寺境内に生育する、国の天然記念物に指定されたソテツ（蘇鉄）の巨樹・老樹群である。
このソテツは中世の自治都市として知られる堺の中心部であった今日の堺区市街地に位置しており、周辺一帯は商人や旅人の往来が盛んであったために、妙国寺のソテツは人々の目に触れる機会が多く、古くから広く知られており、日本の国指定天然記念物の中でも際立って多くの記録や文献に登場し、人々の注目を集めてきた樹木である。
妙国寺のソテツを有名なものにしているのは織田信長との関わりにまつわる奇怪な伝承である。このソテツを所望した信長は権力に任せこのソテツを掘り起こさせると、堺から遠く離れた安土城の庭園に移植させた。ところが移植後、このソテツが毎夜「堺へ帰ろう」と泣いたため、激怒した信長が家臣に命じソテツを切らせると、ソテツは切り口から血を流し悶え苦しみはじめたため、切り付けた家臣は恐怖のあまり卒倒してしまったという。さすがの信長も気味が悪くなり恐れ慄き元の妙国寺へ返し、再び植樹したものが今日の妙国寺のソテツであるという。
日本国内の植栽されたソテツの中でも最大規模のもので、幹が大小取り混ぜ約120本もある巨大な株であり、1924年（大正13年）12月9日に国の天然記念物に指定された。龍華寺のソテツ（静岡県静岡市清水区）、能満寺のソテツ（静岡県榛原郡吉田町）とともに日本三大ソテツのひとつに挙げられている。
推定される樹齢は約1100年と伝わる老樹であるが、近年は樹勢の衰えが見られ始め、特に1999年（平成11年）頃より、葉先の一部が黄色く変色するなど状態が悪化したため、樹木医や学識経験者ら複数名の専門家により「妙國寺のソテツ再生委員会」が構成され、文化庁の文化財保存事業費補助金を受け2008年（平成20年度）より3ヵ年にわたり再生事業が実施された。

## 解説

### 天然記念物指定の経緯
妙国寺のソテツは大阪府堺市堺区材木東に位置する妙国寺の境内に生育している。妙国寺は日蓮宗の本山（由緒寺院）寺院のひとつで、堺市役所北側の市街地の一角にある。この場所は南東側の南海電気鉄道高野線の堺東駅と、北西側の阪堺電気軌道阪堺線妙国寺前停留場の中間部の住宅密集地であり、寺院のすぐ東側には阪神高速15号堺線が南北方向に走っている。
国の天然記念物に指定されたソテツは日本全国に12件あって、自生地として指定された2件が宮崎県と鹿児島県に1件ずつあり、単体として個別に指定されたものが10件ある。このうち宮崎と鹿児島の自生地以外の個体は、妙国寺のソテツを含め、すべて植栽されたものと考えられている。
一般的にソテツの巨樹老樹は複数の幹や枝が絡まり合い、樹高や根周りなどの測定基準が統一されておらず、他所個体との比較が困難であるが「妙國寺のソテツ再生委員会」が、本ソテツの株を便宜的にAからHの8群に分けてナンバリングし、2008年（平成20年）9月23日に測定した値のうち、最も健全度の高かったE群は、支幹数29本、根元周り387センチメートル、29本ある支幹の地上1.3メートルでの幹囲は、最も太いものが250センチメートル、最も高い支幹の樹高は3.55メートルであった。
天然記念物の見地から報告された最も古い記録は、1924年（大正13年）植物学者の三好学によって調査が行われた『天然記念物調査報告書』での記述である。
この報告書では、根元の株から群がるようにして成長した約25本の幹と枝から、北、東、西北、西南の主に4つの枝群に分け測定されており、そのうちやや中央にある1924年（明治10年）に枯死し、上部に擂鉢を被せたものが親株と見做されていたという。
報告書には後述する織田信長との伝承についても記載されており、このソテツが妙国寺の起源や歴史と密接なかかわりを持つことが、すでに大正期に報告されている。妙国寺のソテツは、国の天然記念物のソテツとして最初の指定となる、1924年（大正13年）12月9日に国の天然記念物に指定された。

### ソテツの経歴と織田信長の伝承
妙国寺のソテツに関する記録で最も古いものは、1562年（永禄5年）に阿波国（現徳島県）の豪族である三好氏の三好実休が、和泉国および摂津国（現、大阪府）への進出を狙い画策する際、堺に奇樹があると聞き及び、この場所を訪れたところ、そのソテツの見事さに感嘆し庭園を開いて別荘を造ったという。後にこの屋敷跡を堺の豪商油屋出身の、日珖上人（妙国寺の開祖者）へ寄進したという内容が、1902年（明治35年）に当時の堺市が編纂した市史の調査に使用された古文書『堺史料類纂』所収の『蘇鉄縁起』に記されている。この創設時に実休から日珖上人へ「東西三丁・南北五丁の土地と蘇鉄の木を寄進した」という資料もあるが、いずれにしても妙国寺が創設された16世紀後半の時点で、このソテツは相当の巨樹であったと考えられる。
妙国寺のソテツを有名なものにしているのは、織田信長とのかかわりに関するもので、資料によって細かな違いがあるものの、おおむね似た内容であり、これに関しても初出と考えられる『蘇鉄縁起』に次のような記載がある。信長が安土城築城の際、城の庭園荘厳のために使者を妙国寺へ派遣し、境内の見事なソテツを所望したが、日珖上人は三好実休ゆかりのソテツ樹であることから同意しなかった。そこで信長は無理やりソテツを掘り出させ運ばせ、安土城の広庭へ移植したが、夜半になると奇怪な声をソテツが発したため、翌朝になって家臣に命じて伐採させようとした。ところがソテツに向かって刀を振り上げた家臣が血を吐いて悶絶したため、信長は仕方なくソテツを妙国寺へ返したという。この伝承には諸説あって、切り付けたのが信長本人であったという説や、血が噴き出したのは家臣ではなく、ソテツの切り口であったとも言われ、江戸時代後期の伝記などでは、この奇怪なソテツの声は「堺へ帰ろう」という声であったという。
妙国寺に戻ったソテツは衰弱しており、葉も黄色くなり枯れ始めてしまったが、日珖上人がお経を唱えると蘇生し、以前のように樹勢がよみがえったので、上人はソテツの前にお堂を建立して宇賀徳正龍神を祀り、それ以降は寺の鎮護にしたという。古くからソテツは鉄を好むと言われており、弱った幹に古い釘を刺すと樹勢が回復するという。弱ったものが回復することから妙国寺のソテツも安産や治癒の祈願の対象となり、根元の周囲に折れた針や鉄屑を埋める参拝者が古くから絶えず、ソテツの根元には鉄屑を収める針塚があったが、2008年（平成20年）から行われた再生事業の際、文化庁との協議により写真等の記録を残したうえで撤去されている。また、ソテツは元々「鉄蕉（てっしょう）」と呼ばれていたが、この出来事から「蘇る鉄蕉」、すなわち「蘇鉄」と呼ばれるようになったとも言われている。

### 地誌・木版・名所図会に現れた妙国寺のソテツ
江戸時代の文物にも妙国寺のソテツは多く登場するが、日本の国の天然記念物に指定された物件のなかで、妙国寺のソテツほど近世の文献記録に残されているものは他に類例がなく、目立って多くの記録に記されており、古くから人々の注目を集めてきたことがわかる。
堺で最も古い地誌は1684年（貞享元年）に編纂された『堺鑑（さかいかがみ）』であるが、この中に「此寺ニ蘓鉄一根有高二間一寸根廻三間二寸有枝木共ニ十三本也誠ニ希代ノ珍物也」と記載され、1696年（元禄9年）刊行の大坂の地誌『難波丸網目（なにわまるこうもく）』にも同様の記述があり、すでに当時より妙国寺のソテツは「希代ノ珍物也」として人々に知られる存在であったと考えられる。
18世紀中頃になると、妙国寺のソテツは写本や木版に絵として描かれるようになり、複数の刊本（刷物）が確認されている。これらは当時、妙国寺に参拝に訪れた人々に配られたもので、これらの刷物が近畿一円一帯に流通し、妙国寺のソテツは堺を代表する名所として庶民の間でも認知されていった。
今日の旅行ガイドブックの先駆けで、江戸時代後期に流行した名所図会と呼ばれる各地の名所を紹介した、写実的な風景画を多数添えた書物にも妙国寺のソテツは取り上げられており、1796年（寛政8年）に出版された 秋里籬島著・竹原春朝斎画の『和泉名所図会』では風景画とともに次のように記されている。
このように『和泉名所図会』ではソテツの大きさや威容が竹原春朝斎の画によって詳細に描かれ、「大枝22本、小枝78本、総まわり25尺、高さ22尺あまり、枝葉6から7間は一面の蒼色ですいらんの如し」と記され、堺を訪れた旅人が必ず立ち寄る名所であると、著者である秋里籬島は紹介している。
江戸後期に大坂南部方面を訪れる旅人は、住吉大社へ参拝し、安立難波屋の笠松を見て、そして妙国寺のソテツを見るというのが定番のコースであったといい、当時の堺は鍛冶が盛んで、妙国寺の門前町には刃物店が軒を連ね、旅人は堺名産の刃物を旅の土産物として購入していたという。
明治期以降も妙国寺のソテツは様々な記録に現れているが、ソテツと境内の状況を最もよく表している資料が1895年（明治28年）に作られた『泉州堺廣普山妙國寺境内全啚』で、客殿前の玉垣の中にあるソテツが妙国寺のソテツで樹形などが詳細に描かれている。境内東側の枯山水庭園にある他の複数のソテツの巨樹も描かれており、妙国寺のソテツをはじめ各ソテツには名称が付けられて記されている。

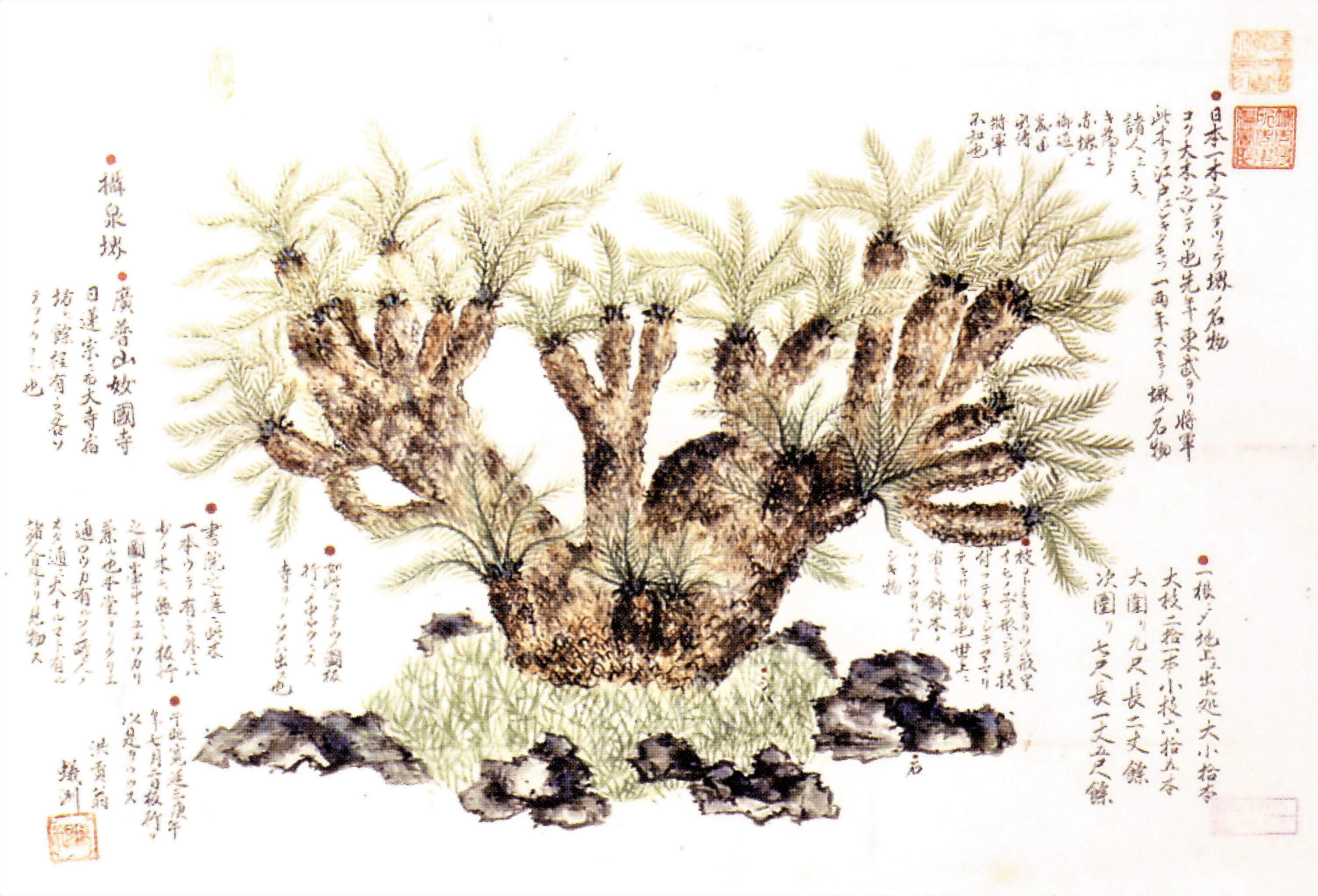
妙國寺蘇鉄之図。寛延3年（1750年）。
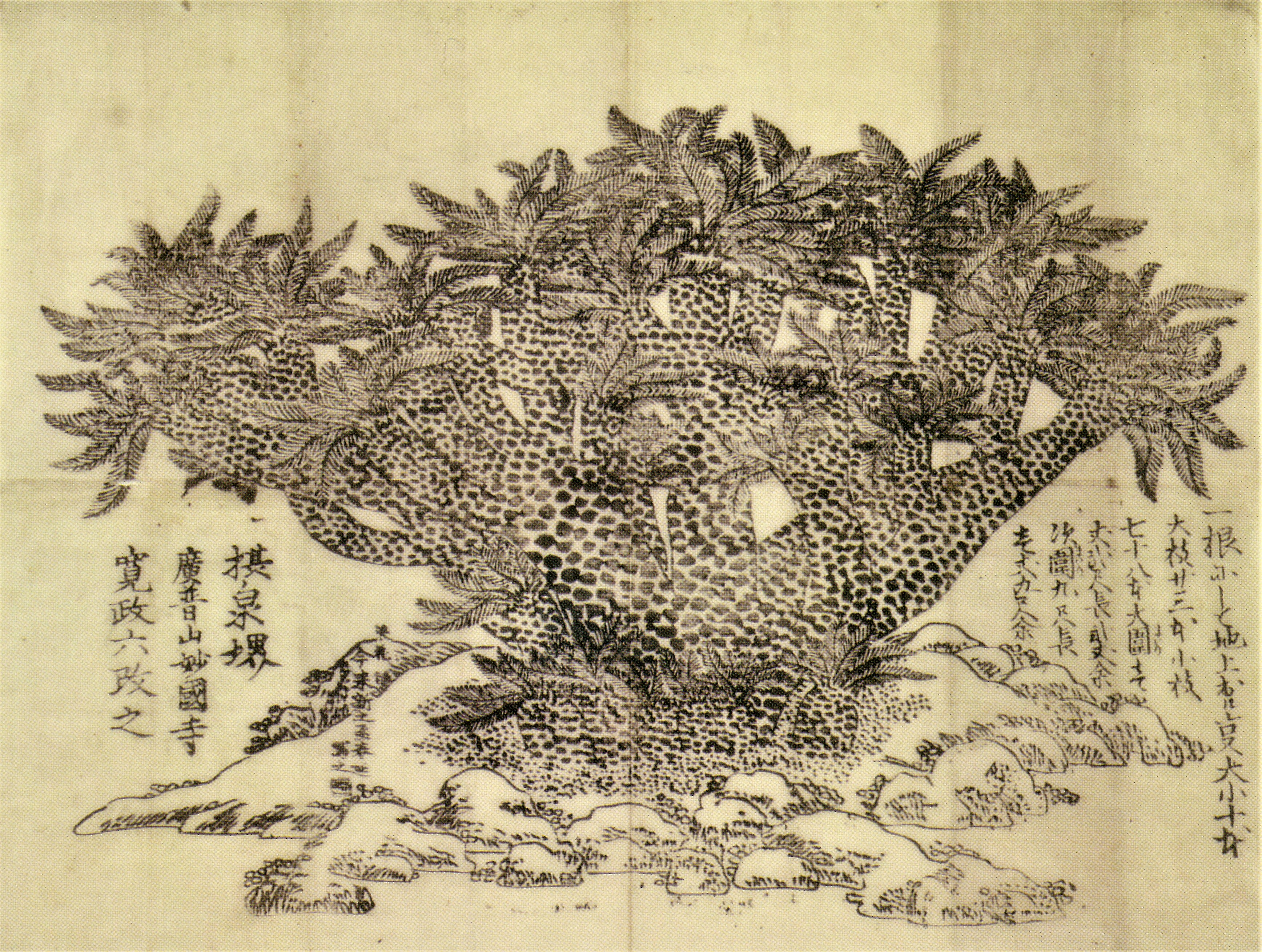
妙國寺蘇鉄之図。寛政6年（1796年）。
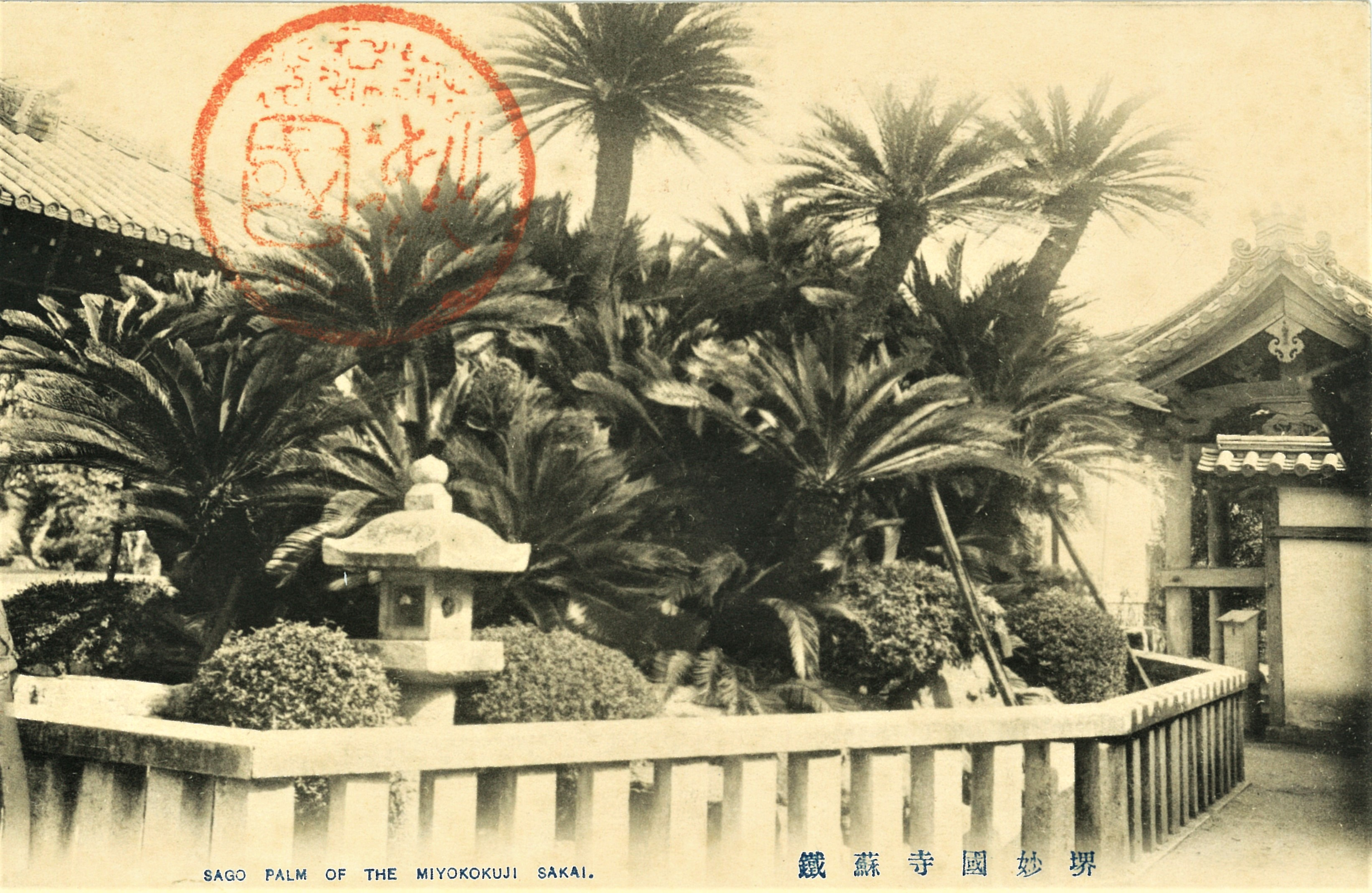
妙国寺のソテツ。昭和初期頃の絵葉書。

### 文芸作品における妙国寺のソテツ
妙国寺のソテツは地誌だけでなく、当地を訪れた小説家や俳人によって俳句や短歌に詠まれ、さらには古典落語の中にも登場している。

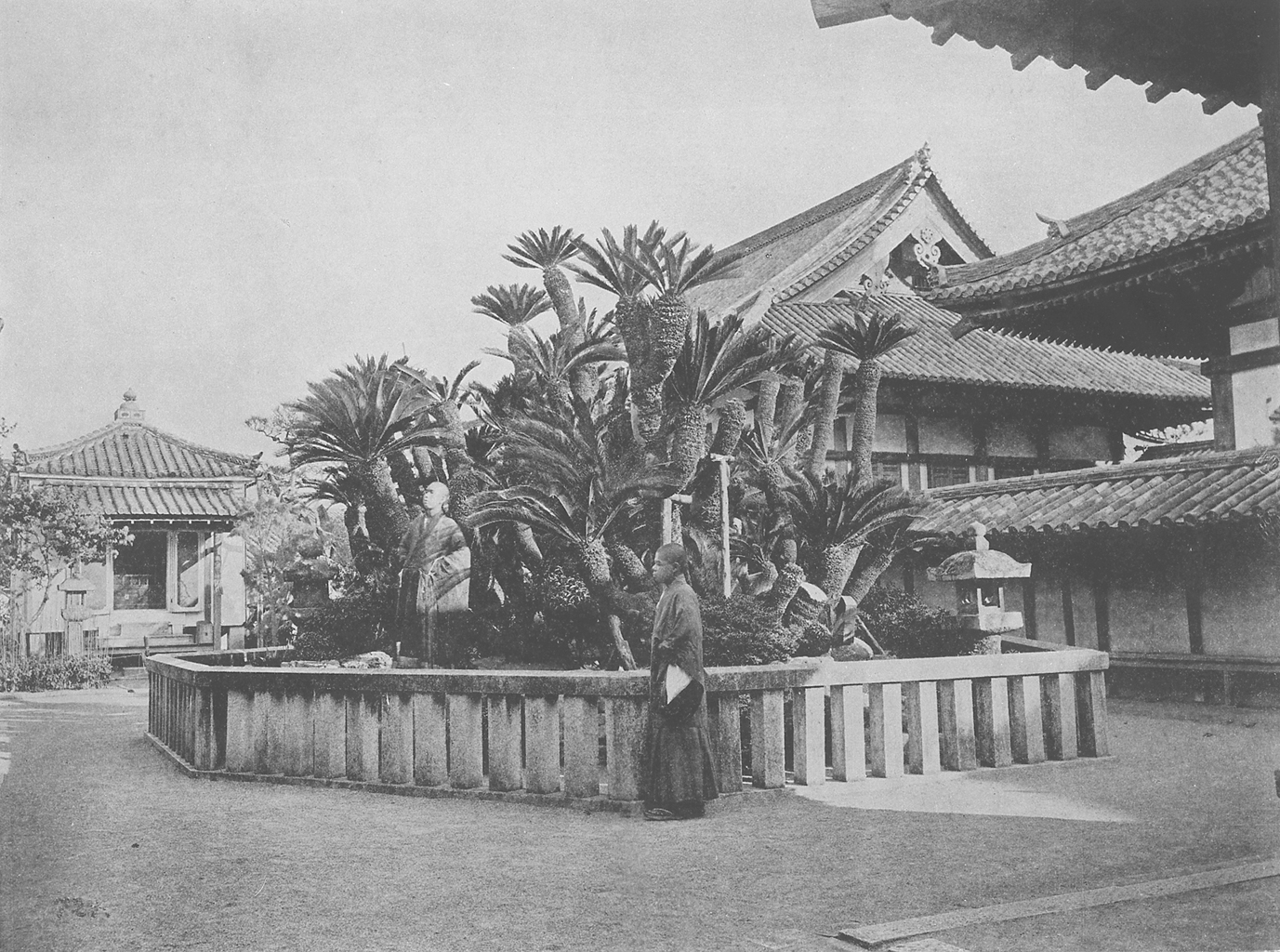
1903年（明治36年）撮影の妙国寺のソテツ。

篠崎小竹に学んだ江戸後期の儒学者奥野小山（おくのしょうざん）は、妙国寺の所在する和泉国伯太藩に招かれて藩に仕えた人物で、1854年（嘉永7年）に著した『小山堂詩鈔』の中で、妙国寺のソテツの姿や伝承を盛り込んだ次のような「銕蕉歌」を詠んでいる。
1892年（明治25年）には正岡子規と夏目漱石が連れ立って妙国寺を訪ねており、子規は「朝霧や 蘇鉄見に行く 妙国寺」と俳句を詠み、漱石は門前で刃物を買ったといい、この時のエピソードを、1911年（明治44年）8月に市立堺高等女学校（現大阪府立泉陽高等学校で、妙国寺の至近距離に所在している）で行った講演会で語っている。
また、妙国寺のソテツは古典落語のひとつ『祇園会 (落語)』の中にも登場する。この噺のなかで江戸っ子と京者が互いに各地の名所の自慢話合戦を繰り広げる場面があり、大坂見物に訪れた江戸っ子が妙国寺の大ソテツを京者から見せられ、京者から「江戸に帰んなはったら土産話にしなはれ。これが名代の妙国寺の蘇鉄だす。」と言われたのに対して、江戸っ子が「なんだ。オレはまた、わさびかとおもった。」と返すのがオチとなっている。

### 再生と保護事業

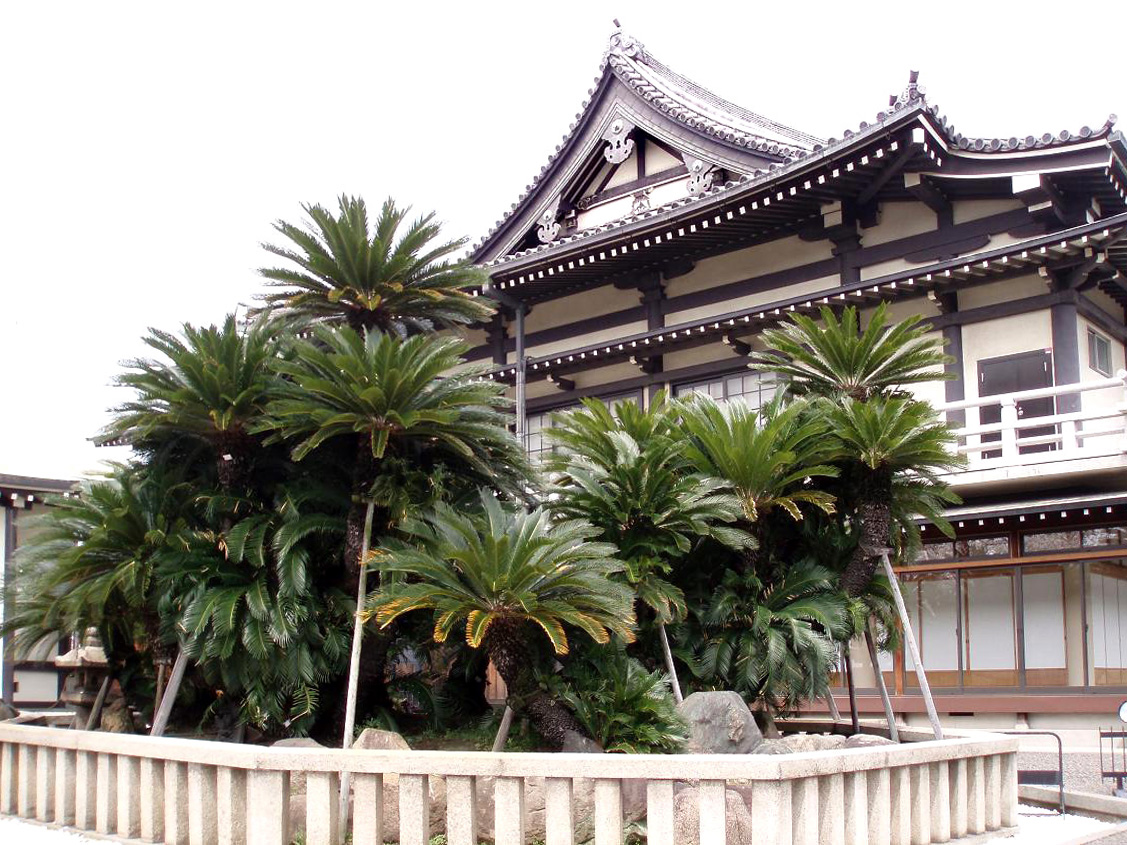
妙国寺のソテツ。周囲の玉垣は今日では、ソテツ樹から離れた場所へ移設されている。2009年4月5日撮影。

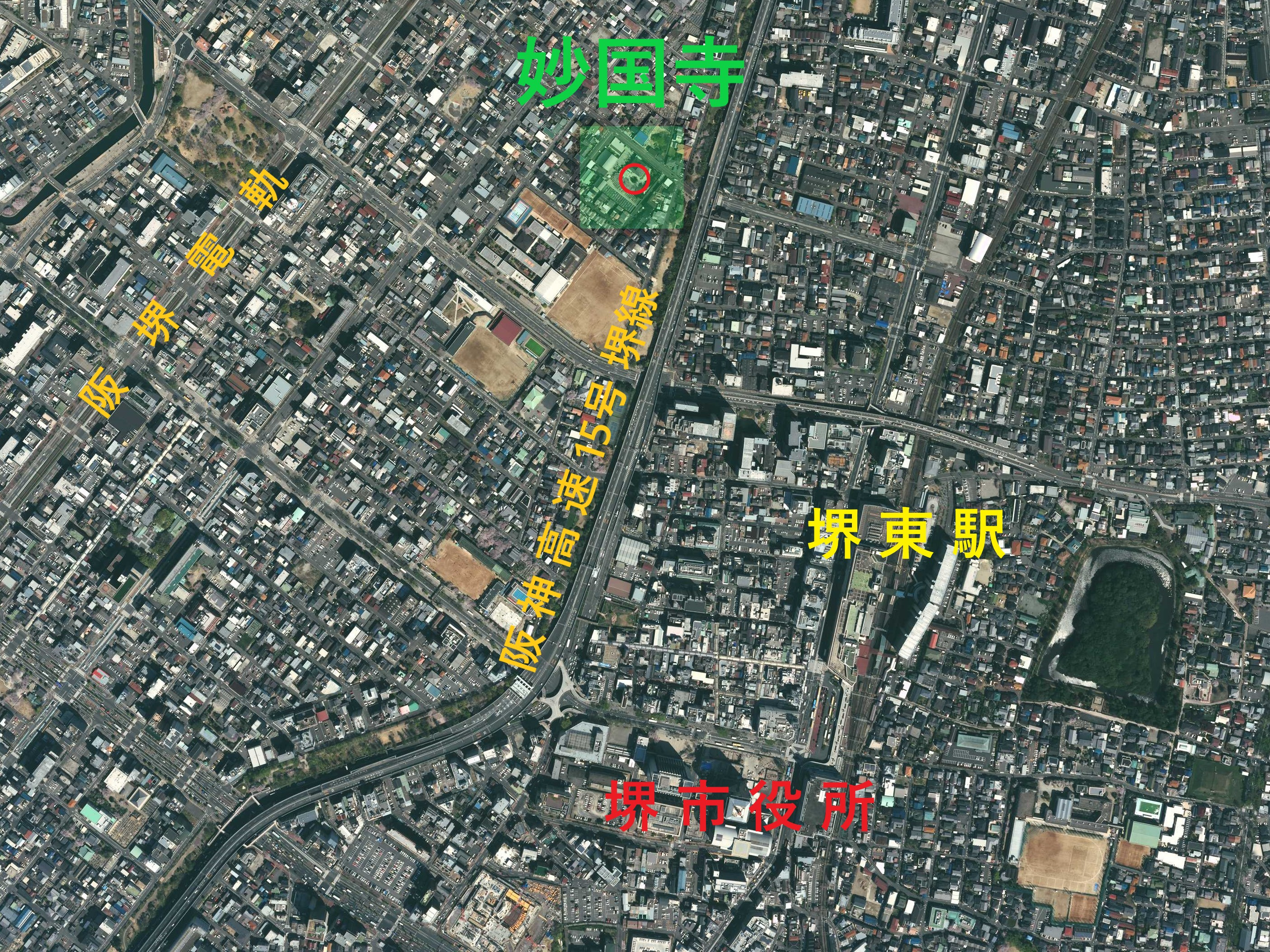
妙国寺のソテツ周辺の空中写真。
高度に市街化した住宅密集地に位置する様子が分かる。
。（2017年4月13日撮影の画像を使用作成）

妙国寺のソテツは1924年（大正13年）に国の天然記念物に指定された後、1945年（昭和20年）7月10日の堺大空襲（第6回大阪大空襲）を受け、妙国寺の象徴でもあった三重塔をはじめ、伽藍の大半を焼失してしまう被害があったものの、天然記念物のソテツ樹は奇跡的に焼失を免れ、その後も特段の保護対策などは実施されてこなかった。
しかし1999年（平成11年）頃より、葉先の一部が変色したり、強風によって倒れる支幹が複数見られ始めるなど、樹勢の衰えが顕著になってきた。また、前述したように妙国寺のソテツ特有の要因として、根元の周囲に針や鉄屑を参拝者が埋める慣習があり、根元周囲の土壌は錆びた金属類が長年にわたり埋められ続け、不透水層が形成され、かつ土壌の養分状態が良いとは言えない状況であるため、土壌改良を含めた抜本的な再生事業が必要とされた。
再生事業は樹勢回復を目的とし、妙国寺の直営事業として国庫補助金および堺市の補助金を受け、2008年（平成20年）度から4か年計画で実施されることになったが、この再生事業の対象樹種は日本国名でも過去に再生実績事例の少ないソテツに対するものであり、より幅広い専門性や技術が求められ、園芸学・造園学専門の前田久行をはじめ、堺市文化財保護審査委員の豊原稔、日本樹木医会の澤田清ら、10名の委員で構成される「妙國寺のソテツ再生委員会」が発足した。
最初に現状把握のための詳細な計測が行われたが、他の樹木と趣を異にする複雑で立体的なソテツの測定は容易ではないが、今後の継続的な調査に向けて、各株（芽株）に番号を付けて整理することとし、株の出所が近くにあるものを1つの群として、AからHの8つの群にナンバリングを行った。その上で平面測量や水準測量を行ったが、より正確な形状の記録を目的に地上型レーザースキャナを用いた3次元計測が、大阪府立大学大学院の生命環境科学研究科の研究者によって行われ、詳細な記録が日本緑化工学会誌へ論文として掲載された。
8つの群にナンバリングされたソテツ樹は、群ごとに外観診断が行われ、主幹や支幹、株部、葉の長さや枚数などが詳細に調査され、根系も土壌状況の把握を目的に、ソテツのある石組内、周囲の玉垣内や玉石敷部などを慎重に掘削し、根系分布、土壌の固結層の有無、水湿といった土壌環境を調べるため、酸度、電気伝導率、塩基交換容量、交換制イオンなど、複数の化学分析を行った。また、地下水位の把握を目的に寺院境内にある古井戸や、西側に隣接した恵照院の使用されていない古井戸の湧水量も継続的に測定された。
これら各調査結果から、植え込み部に当たる石組み内土壌では低pHであることが分かったため、塩基の欠乏やリン酸の不加給化などが発現する可能性があり、土壌の固結状態と地下水位などから、停滞水の影響によって土壌下層が還元状態になっている可能性があり、根系の酸素欠乏、還元鉄害にくわえ硫化水素による悪影響も想定された。
これらの問題点に対応するため保護再生委員会では様々な分野の学識者らと検討を重ね、土壌改良をはじめ、剪定作業や、根系に悪影響を与えかねない周囲の玉垣の移設など、大掛かりな再生事業を3ヵ年にわたり行った。再生事業期間中の平成20年9月には、これまで妙国寺のソテツでは確認されることのなかった、ソテツにとって害虫となるクロマダラソテツシジミの幼虫の発生と食草が確認されたため、駆除のため薬剤散布などの害虫駆除対策が行われた。
また、石組み、玉垣、鳥居や石燈籠などの歴史的石造物は、根系の生育空間を広げて樹勢を回復させるため、一時的に撤去の上、現在地より一回り外側へ移設されたが、現況の位置関係などは慎重に調査と記録が行われた。これらの石造物の中には当寺院と所縁の深い千利休の石燈籠や徳川家康の石碑など歴史的なものが含まれている。
この事業により、見学者は玉垣まで近付き直接見学することが可能になるため、周辺地盤の踏み固めによる根系への悪影響を軽減するため、新たに飛石が設置され、国指定天然記念物としてソテツを説明した解説板が設置された。妙国寺及び堺市では今後、今回の再生事業で得られたデータを基に、定点撮影記録、形状寸法計測記録などを定期的に行い、適切な剪定作業や害虫予防の薬剤散布などを継続的に行っていくとしている。

## 交通アクセス
所在地
- 大阪府堺市堺区材木東4丁1-4[17][42]。

交通
- 阪堺電気軌道阪堺線 妙国寺前停留場 徒歩3分[42]。
- 南海電気鉄道高野線堺東駅 徒歩15分[42]。
- 阪神高速道路15号堺線堺出入口から車で約5分[42]。